# Michel Rémy-Bieth
Pour les articles homonymes, voir Bieth.
 (octobre 2023).
Si vous disposez d'ouvrages ou d'articles de référence ou si vous connaissez des sites web de qualité traitant du thème abordé ici, merci de compléter l'article en donnant les références utiles à sa vérifiabilité et en les liant à la section « Notes et références ».
Michel Rémy-Bieth est un artiste peintre et un collectionneur de documents liés à Colette, né le 6 septembre 1937 à Meaux.  

## Biographie
Il est le fils de Maurice Rémy et de Cécile Bieth. Son père était un industriel, cofondateur de la société Létang-Rémy spécialisée dans les produits haut de gamme en acier inoxydable et rachetée en 1984 par la société Guy Degrenne. Il avait un frère ainé, Daniel, né en 1931, libraire à Arcachon, décédé en 1965. Après une petite enfance passée à Paris, il séjourne pendant deux ans chez ses grands-parents maternels à Meaux. Il apprécie cette villégiature et est influencé par son grand-père qui l'initie au dessin. Il revient ensuite à Paris et poursuit sa scolarité au cours Hattemer. À 20 ans, c’est comme marchand de tableaux qu'il s'établit d'abord, ayant participé à la mise en place avec un associé d’une galerie de tableaux itinérante. Mais il rompt rapidement avec cet associé, Jean-Jacques Bastogy (alias Jean-Jacques Montfort), qui s'avère être un faussaire capable d'imiter les toiles ou le style d’artistes célèbres[réf. nécessaire]. Michel del Castillo convainc alors Michel Rémy-Bieth d'entamer lui-même une carrière d’artiste peintre ce qui le conduit à étudier à l'Académie Julian pendant deux ans et à fréquenter l'atelier du peintre Édouard Georges Mac-Avoy pendant quatre ans. Il habite jusqu'en 1999 à Paris qu'il quitte pour s'établir successivement dans le Gers, en Provence et dans le Lot-et-Garonne.
En 1965, il établit son premier atelier d’artiste au 107 rue Lauriston (75116) puis, dix années plus tard, il déménage au 6 boulevard de Clichy pour un autre atelier qu'il occupa jusqu’à son départ de Paris.

## Principales expositions
Il participe régulièrement au Salon des artistes français, au Salon des Beaux-Arts d'Outre-Mer  et au Salon d'automne. 
Les principales galeries où il a exposé sont les suivantes : Galerie Saint Placide (1970), Paris ; Galerie Saint-Honoré (1971), Paris ; Galerie Ambroise (1982), Paris ; Espace Cardin (1982), Paris ; Palais de Beaux-Arts de Chine (1986), Pékin ; Alvin Gallery (1986), Hong-Kong ; Galerie Wolfensberger (1988), Zurich ; Galerie Point-Rouge (1993), Paris ; Musée Pouchkine (1975), Moscou ; Musée de l’Ermitage (1975), Leningrad, Château Haut Sarpe à Saint-Emilion (2017).

## Principaux prix
Il reçoit les prix suivants : Médaille d’Argent des Artistes Français (1967), Prix Émile Bernard (1971), Prix de la Fondation Taylor (1981), Médaille d'Or des artistes français (1981).

## Livres sur les toiles de Michel Rémy-Bieth
En 1978 parut Une esthétique de la désespérance avec un texte de Michel del Castillo.
Michel Rémy-Bieth exposa ses toiles en avril 1986 au Palais ds Beaux-Arts de Chine à Pékin. Un livre en résulta avec des textes de Patrice et Elise de Moncan.

## La Collection de Michel Rémy-Bieth

### La genèse de la collection
Michel Rémy-Bieth connaissait Sacha Guitry qui avait constitué une importante collection de manuscrits. L'Éducation sentimentale de Flaubert, qu’il montra à Michel ainsi que d’autres autographes de personnages célèbres le décidèrent à devenir lui-même collectionneur alors qu’il n’était qu’adolescent. Une de ses premières acquisitions fut un ensemble de lettres de Colette à Mathilde de Morny (Missy), son amante et amie, et fille de Charles de Morny. C’est ainsi que commença une importante collection de manuscrits de Colette ou en rapport avec Colette, qui avec plus de 2 000 pièces, vint modifier notablement la perception que les spécialistes de l’écrivaine avait d’elle.

### Contenu
Libraires spécialisés et salles de vente furent tout au long de sa vie ses fournisseurs d’autographes, photographies et livres dédicacés. Quelques particuliers participèrent à cette quête, dont Sanda Goudeket, veuve de Maurice Goudeket, le troisième mari de Colette et du couturier Lucien Lelong. 
On trouve dans la collection à la fois des autographes adressés à Colette ou écrits par Colette à des amies (Nathalie Clifford Barney, Renée Hamon, Marguerite Moreno, Musidora, Anna de Noailles, Annie de Pène, Erna Redtenbacher, Rachilde, Renée Vivien…), des amis (Francis Carco, Jean Cocteau, Claude Farrère, Francis Jammes, Sacha Guitry, Léopold Marchand…), des écrivains (Louis Aragon, Paul Claudel, Jean Genet, Pierre Loti, Paul Morand, François Mauriac, Henry de Montherlant, Marcel Proust…), des peintres (André Dignimont, André Dunoyer de Segonzac, Raoul Dufy, Marie Laurencin, Luc-Albert Moreau…), des musiciens (Claude Debussy, Gabriel Fauré, Francis Poulenc, Maurice Ravel…) et des hommes politiques (Léon Blum, Edouard Herriot…).
La collection rendit possible l’écriture du livre « Colette Intime » qu’il cosigna en 2004 avec Gérard Bonal
Michel Rémy-Bieth a fait officiellement don de sa collection à la Maison de Colette.

## Distinctions
- 2014 : Chevalier de l'ordre des Arts et des Lettres[7] ;
- 2019 : Membre d'honneur à vie de la Société des Amis de Colette[réf. nécessaire].